# Sunset Transit Center megállóhely

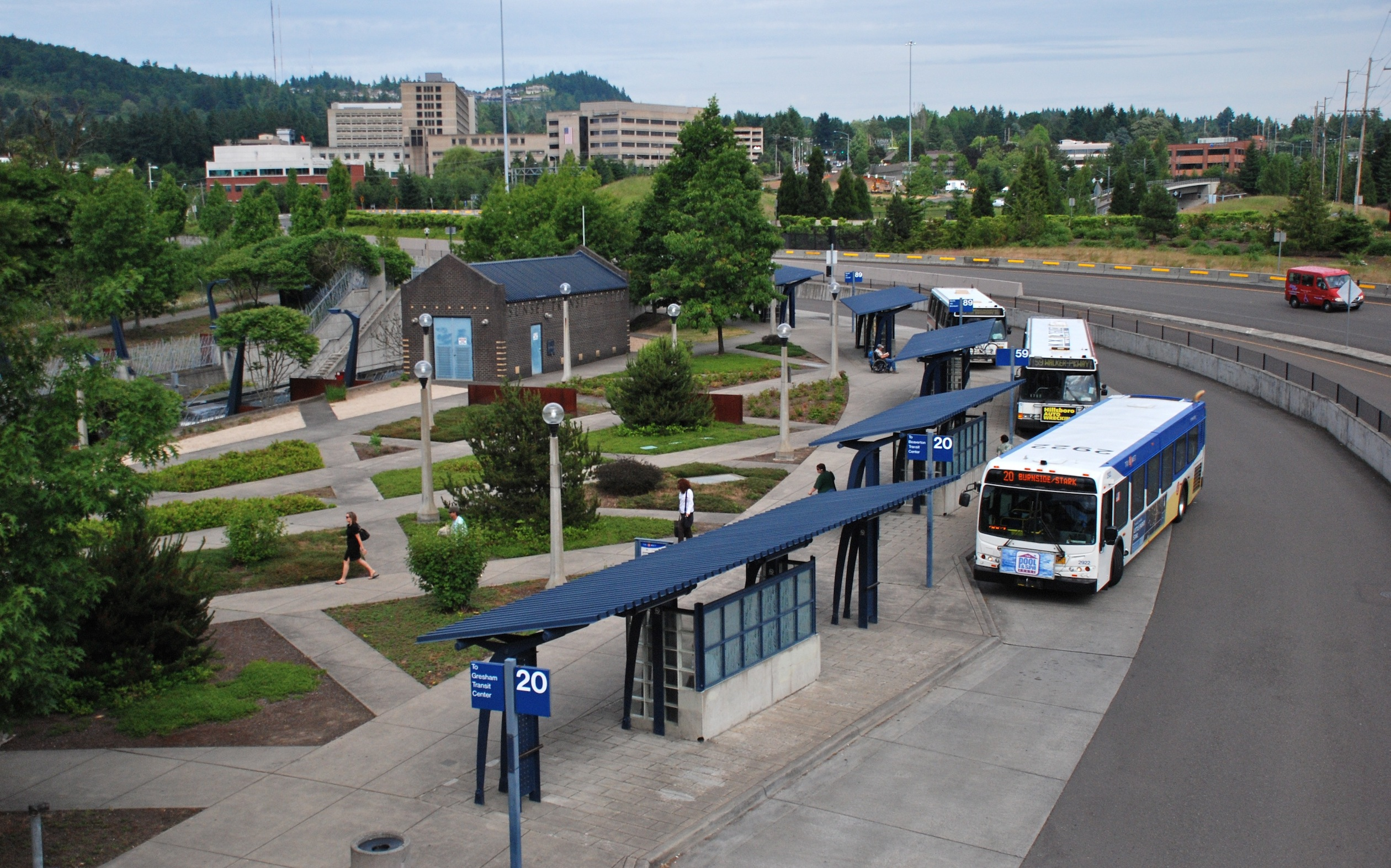
Az autóbusz-állomás

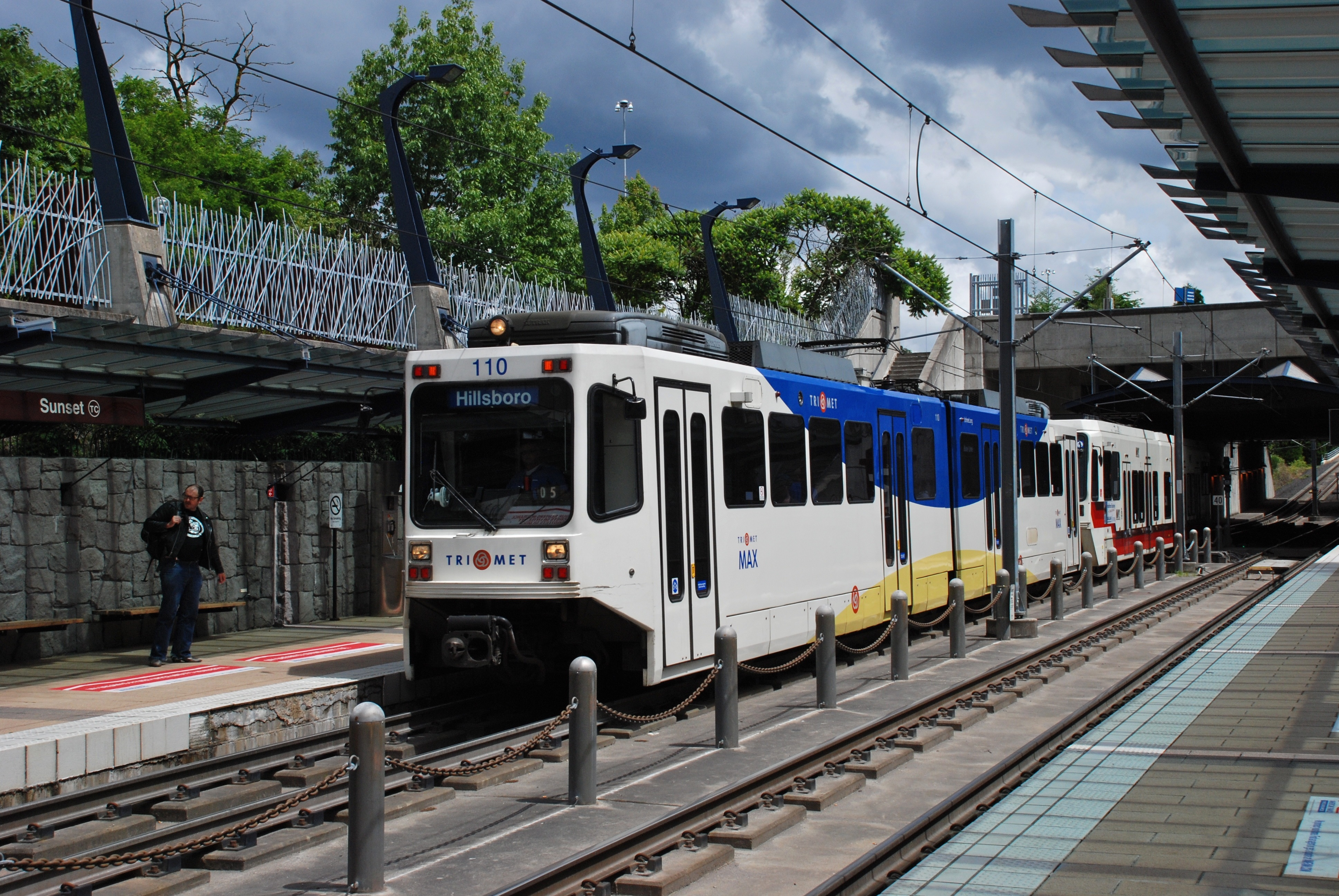
A vasútvillamosok megállója

A Sunset pályaudvar autóbusz- és könnyűvasúti állomás az Oregon állambeli Portlandben, ahol a TriMet és más szolgáltatók autóbuszai, valamint a Metropolitan Area Express kék és piros vonalai között lehet átszállni.
Az állomás nevét a mellette haladó, a 26-os út részét képező Sunset Highwayről kapta. A peronok fölött egy gyalogos felüljáró található, amely Cedar Hills kerületet és az ott lévő bevásárlóközpontot köti össze a létesítménnyel. A MAX peronjai az utcaszint alatt, a 217-es út alatt futó pályaszakasztól közvetlen nyugatra vannak.
A pályaudvarhoz tartozik egy 622 férőhelyes, kettő zárt és egy nyitott szinttel rendelkező P+R parkoló, amely a TriMet hálózatának leginkább kihasznált létesítménye, valamint egy 74 férőhelyes kerékpártároló, amelyet naponta átlagosan 1,2 személy vesz igénybe.

## Történet
Az állomáshoz tartozó parkolóház 1997. március 3-án nyílt meg; mivel a kék vonal második szakasza (Westside MAX) még nem készült el, a Portland belvárosa és Rockcreek között járó 89-es busz ideiglenesen betért a pályaudvarra.
1998. szeptember 12-én a vasút elkészültével és számos más buszjárat elindításával az állomás teljesen üzemképessé vált, ezzel együtt az út túloldalán található, 1979-től működő Cedar Hills Transit Centert megszüntették.
2010 júliusában kormányzati forrásokból nyolc parkolóhely felszámolásával 275 000 dollár értékben 74 férőhelyes, zárt kerékpártároló létesült. Egy 2011 áprilisi felmérés alapján az átlagos napi kihasználtság 1,2 bicikli/nap, de 7-nél több soha nem lenne bent egyszerre. 2014. szeptember 3–17. között felújítás miatt lezárták a peronokat, ez idő alatt a szerelvények nem álltak meg; a munkálatok végül két napot csúsztak.
Az állomásra 2016. október 24-étől naponta négy alkalommal betér az Astoria felé közlekedő Oregon POINT InterCity-busz.

## Autóbuszok

### TriMet
- 20 – Burnside/Stark (Beaverton pályaudvar◄►Gresham Central Transit Center)[10]
- 48 – Cornell (►Hatfield Government Center)[11]
- 50 – Cedar Mill (►NW Saltzman & Thompson (körjárat))[12]
- 59 – Walker/Park Way (►Willow Creek/SW 185th Avenue Transit Center)[13]
- 62 – Murray Blvd (►Washington Square Transit Center)[14]

### Más szolgáltatók
- Northwest POINT (►Astoria (Oregon POINT, InterCity))[15]
- The Wawe (►Tillamook (Tillamook County Transportation District))[16]
- Forest Heights Shuttle (►Miller Road & Thompson Road (Forest Heights Homeowners Association))[17]

| Előző állomás                                              |  | Metropolitan Area Express |  | Következő állomás                                         |
| ---------------------------------------------------------- |  | ------------------------- |  | --------------------------------------------------------- |
| Beaverton pályaudvartovább Hatfield Government Center felé |  | Kék vonal                 |  | Washington Parktovább Cleveland Avenue felé               |
| Beaverton pályaudvarvégállomás                             |  | Piros vonal               |  | Washington Parktovább Portland International Airport felé |

## Fordítás
- Ez a szócikk részben vagy egészben  a   Sunset Transit Center című angol Wikipédia-szócikk ezen változatának fordításán alapul.  Az eredeti cikk szerkesztőit annak laptörténete sorolja fel. Ez a jelzés csupán a megfogalmazás eredetét és a szerzői jogokat jelzi, nem szolgál a cikkben szereplő információk forrásmegjelöléseként.